# Кипар на Зимским олимпијским играма 2002.
Кипру је ово било седмо учешће на Зимским олимпијским играма. Кипарску делегацију у Сот Лејк Ситију 2002. представљао је један спортиста који се такмичио у алпском скијању.
Кипарски олимпијски тим је остао у групи екипа које нису освојиле ниједну медаљу.
Заставу Кипра на свечаном отварању и затварању Олимпијских игара 2002. носио је једини такмичар Теодорос Христодулу.

## Алпско скијање

### Мушкарци
| Такмичар            | Дисциплина | Резултати    | Резултати         | Резултати         | Резултати         | Резултати         | Резултати |
| Такмичар            | Дисциплина | 1. трка      | 2. трка           | Укупно            | Заостатак         | Пласман/уч. (ук.) | Белешке   |
| ------------------- | ---------- | ------------ | ----------------- | ----------------- | ----------------- | ----------------- | --------- |
| Теодорос Христодулу | Велеслалом | 1:21,67 (67) | 1:19,92 (54)      | 2:41,59           | +18,31            | 54/57 (78)        |           |
| Теодорос Христодулу | Слалом     | 59,74 (46)   | Није завршио трку | Није завршио трку | Није завршио трку | Није завршио трку |           |